# Надар
Надар (на френски: Nadar), псевдоним на Гаспар-Феликс Турнашон, е френски фотограф, карикатурист и журналист.

## Биография
Гаспар-Феликс е роден на 6 април 1820 година в Париж. Баща му Виктор Турнашон е печатар и издател с либерална нагласа, родом от Лион. След като издателството му е разорено, той се разболява и семейството се премества в Лион. След неговата смърт през 1837 г. Феликс се записва в медицинско училище, като същевременно работи в печатница и започва първите си журналистически опити, за да издържа семейството. През 1838 г. се установява в Париж, където сътрудничи на печатните издания като театрален критик и фейлетонист; пише романи и приказки и участва в основаването на списание L'Audience. Така попада в средите на парижкото бохемство и се запознава с такива негови представители като Жерар дьо Нервал, Шарл Бодлер и др. Сам основава списанието Le Livre d'or, но то излиза само в три броя. Журналистическите си материали подписва с псевдонима Надар, даден му от приятелите. През 1845 написва първия си роман, а на следващата година започва да рисува карикатури за опозиционния печат. Неговата серия от шаржове „Галерия на хората на литературата“ по-късно става известна като Пантеонът Надар (на френски: Panthéon Nadar) .
По време на Втората френска република през 1848 г. участва във военно формирование със задача да предизвика въстание в Полша и попада в плен в Прусия. След завръщането си в Париж продължава дейността си като карикатурист, но изпитва финансови затруднения.
През 1849 г. основава хумористичните издания Revue comique и Petit journal pour rire. Като журналист си сътрудничи с Домие в списанието Le Charivari. Към началото на 1850-те години Надар е известен с остроумието си, има много приятели, цял Париж го познава. Той е уважаван портретист, но никоя от многобройните му дейности не му дава достатъчна финансова сигурност, а вече е семеен – през 1854 г. сключва брак с Ернестин Льофевр.
След като съзира новите възможности, преминава от карикатурата към фотографията. По молба на Енгър прави първите си снимки през 1853 – снима хора, чиито портрети художникът трябва да рисува, за да не се налага те да му позират.
Професионално с фотография започва да се занимава първо брат му Адриен, който отваря свое ателие. Много бързо изпада във финансови затруднения и Надар му се притича на помощ. Първото му фотографско студио е в Сен Лазар, а по-късно се премества на Булеварда на капуцините (1860). Жъне голям успех, като наема цялата сграда, боядисва я в червен цвят и изписва името си с гигантски букви. Мястото става забележителност и средище на парижката интелигенция. По-късно, когато импресионистите търсят място да излагат творбите си през 1874 г., той им предоставя своя салон.
През 1856 г. се ражда синът му Пол. Към онзи момент Надар оглавява три илюстровани издания и има фотографско ателие, но е неуморим в търсенето на нови занятия. През 1855 той патентова идеята за използване на снимки от въздуха при заснемането на терени и картографирането. Едва през 1858 г. обаче успява да я осъществи и прави първите в историята фотографии, като се издига с балон, и по този начин става родоначалник на аерофотографията. По този повод Домие създава сатирична карикатура на Надар, снимащ Париж от високо.
През 1858 започва да снима на изкуствено осветление (отначало магнезиев прах, след това електричество) и прави серия фотографии в парижките катакомби и канали. По-късно, през 1886, е първият, направил „фото интервю“ – поредица от 21 фотографии на френския химик Мишел Йожен Шеврьол по време на разговор. Всяка снимка е надписана с отговора на учения на съответния въпрос на Надар, като по този начин дава характеристика на личността на учения.
След 1862 г. Надар става страстен привърженик на аеронавтиката и поръчва построяването на гигантски балон, Le Géant (45 м диаметър), който може да носи кошница с дузина пасажери. През следващите години Надар прави няколко полета с него, които будят огромен интерес и събират огромни тълпи. Описва преживяванията си в две книги, които го правят известен и вдъхновява Жул Верн да напише „Пет седмици с балон“. През 1863 г. обаче балонът претърпява крушение, при което самият Надар и жена му, които са сред пътниците, са ранени.. Крушението навежда Надар на мисълта, че трябва да се разработват друг тип машини, по-тежки от въздуха. Създадено е дружество за целта: „Société d’encouragement de la navigation aérienne au moyen du plus lourd que l’air“, на което Надар е президент, а Верн секретар. Надар е прототип и на образа на Мишел Ардан от романа на Верн „От Земята до Луната“. По време на обсадата на Париж през 1870 г. Надар е сред организаторите на пренасянето на писма с балони и провеждането на разузнаване на противника от въздуха.
В по-късните години от живота си оставя фотографската работа на сина си Пол и пише романи, есета, сатири и автобиографични творби.
Надар умира на 23 март 1910 година в Париж. Погребан е в гробището Пер Лашез.

## Портретна фотография
Надар прави портретни фотографии на множество известни личности: политици (Гизо, Прудон), актриси (Сара Бернар), писатели (Юго, Бодлер, Санд, Нервал, Готие, Дюма), художници (Коро, Дьолакроа, Миле) и музиканти (Лист, Росини, Офенбах, Верди, Берлиоз). За разлика от възприетия по това време стил на портрет в тържествена обстановка, Надар отказва да използва изкуствени декори, той предпочита естествената дневна светлина и избягва ненужните аксесоари.
- Гюстав Курбе
- Йожен Дьолакроа
- Гюстав Доре (1859)
- Теофил Готие
- Жорж Клемансо
- Шарл Гуно (1890)
- Пьотр Кропоткин
- Франц Лист
- Иля Мечников
- Жерар дьо Нервал
- Жорж Санд (1864)
- Михаил Бакунин
- Шарл Бодлер
- Ектор Берлиоз
- Сара Бернар
- Жорж Буланже

## За него
- Nadar, photographies, préface de Jean-François Bory, deux tomes, éditions Arthur Hubschmid, 1979.
- Roger Greaves, Nadar ou le Paradoxe vital, Paris, Flammarion, 1980, 413 p. ISBN 2-08-064278-2
- André Jammes, Nadar: introduction, repères chronologiques, notes bibliographiques et techniques, Paris, Fondation Nationale de la Photographie, 1982, 139 p. ISBN 2-85107-103-3
- James H. Rubin, Nadar, Paris, Phaidon, 2001, 125 p. ISBN 0-7148-9275-0
- Benoît Peeters, Les Métamorphoses de Nadar, éd. Marot, 1994.
- Roger Greaves, Nadar quand même !, Paris, En Face-Jacques Reich, 2010, 298 p. ISBN 978-2-35246-019-0
- Stéphanie de Saint Marc, Nadar, Paris, Gallimard, NRF Biographies, 2010, ISBN 978-2-07-078100-3